# Équipe de Djibouti féminine de football
Cet article traite de l'équipe féminine. Pour l'équipe masculine, voir Équipe de Djibouti de football.
Maillots
L'équipe de Djibouti féminine de football est l'équipe nationale qui représente Djibouti dans les compétitions internationales de football féminin. Elle est gérée par la Fédération de Djibouti de football.
Djibouti joue son premier match officiel le 26 mars 2006 à Nairobi contre le Kenya (défaite 7-0) dans le cadre des qualifications pour le Championnat d'Afrique de football féminin 2006. Les Djiboutiennes n'ont jamais participé à une phase finale de compétition majeure de football féminin, que ce soit le Championnat d'Afrique de football féminin, la Coupe du monde ou les Jeux olympiques.
L'équipe participe au Championnat féminin du CECAFA en 2019, terminant dernière de sa poule.